# إيثان خوان
إيثان خوان (بالصينية: 阮經天) هو عارض وممثل تايواني، ولد في 8 نوفمبر 1982 بتاي شانغ في تايوان. من الجوائز التي نالها جائزة الحصان الذهبي لأفضل ممثل رئيسي ‏ سنة 2010.

## جوائز
- جائزة الحصان الذهبي لأفضل ممثل رئيسي [الإنجليزية]‏ (2010)

## وصلات خارجية
- إيثان خوان على موقع IMDb (الإنجليزية)
- إيثان خوان على موقع ميوزك برينز (الإنجليزية)
- إيثان خوان على موقع ميوزك برينز (الإنجليزية)
- إيثان خوان على موقع قاعدة بيانات الفيلم (الإنجليزية)